# Königliche Dänische Ackerakademie
Die Königlich Dänische Ackerakademie (D.A.A.) wurde 13. Juli 1763 in Form eines losen Zusammenschlusses von Bauern, Lehrern und Pastoren vom Propst Philipp Ernst Lüders im Herzogtum Schleswig gegründet. Die Akademie wurde durch den dänischen König Friedrich V. bestätigt. Der Kopenhagener Oberhofmarschall Graf Adam Gottlob von Moltke wurde zum ersten obersten Vorsteher der Akademie berufen. Nicolaus Oest, Pastor in Neukirchen in Angeln, war eins ihrer publizistisch aktiven Mitglieder.
Die Ackerakademie war die erste ökonomische Gesellschaft im heutigen Schleswig-Holstein. Die Mitglieder hatten die Gelegenheit, ihre Kenntnisse untereinander auszutauschen. Es wurden Zusammenkünfte zu landwirtschaftlichen Fragen organisiert und Erfahrungen mit der Einführung neuartiger landwirtschaftlicher Produktionsweisen ausgetauscht.
Lüders Methoden sahen die Verbesserung des Feldfruchtbaus und des Gartenbaus vor. Es sollte erstklassiges Saatgut verteilt und ökonomische Schriften erstellt werden.
Die Ackerakademie musste im Jahr 1767, nur vier Jahre nach ihrer Gründung, wieder schließen, da der Kopenhagener Generalsuperintendent Adam Struensee Anstoß an dem weltlichen Treiben der Geistlichen genommen hatte und den ihm unterstellten Pastoren die Mitarbeit in der Akademie verbot.